# Mario Wilfredo Contreras
Mario Wilfredo Contreras (nascido em 22 de maio de 1987) é um ciclista salvadorenho. Representou o seu país nos Jogos Olímpicos de 2008, realizados em Pequim, República Popular da China, onde competiu na prova de estrada. Contreras, no entanto, não terminou a corrida, antes de atingir os 174,0 km do percurso.